# Đường sắt Quốc gia Nhật Bản
Đường sắt Quốc gia Nhật Bản (日本国有鉄道 (Nhật Bản Quốc hữu Thiết đạo) Nihon Kokuyū Tetsudō hoặc Nippon Kokuyū Tetsudō), viết tắt Kokutetsu (国鉄 (Quốc Thiết)) hoặc JNR, là đơn vị kinh doanh vận hành mạng lưới đường sắt quốc gia Nhật Bản từ năm 1949 đến 1987. Đây cũng từng là chủ sở hữu đội bóng chày Kokutetsu Swallows từ năm 1950 đến 1965.